# Vass Ádám
Vass Ádám (Kápolnásnyék, 1988. szeptember 9. –) magyar válogatott labdarúgó.

## Pályafutása

### Klubcsapatokban

#### Fiatal évei
2003-ban a Ferencvárosban kezdte pályafutását még junior labdarúgóként, mindössze egy évet töltött itt.

#### Stoke City
Ádám, igen fiatalon, már 16 évesen külföldre szerződött. 2004-ben az angol Stoke City csapatához csatlakozott. A felnőtteknél sem a bajnokságban, sem a kupában nem vették számításba, mindössze a tartalék csapatban kapott lehetőséget. A Stoke korosztályos csapataiban három esztendőn át szerepelt, rendszeresen készült az első csapattal is, de a bemutatkozása mindig elmaradt. Az angol klubban fizikálisan megerősödött, játéka érettebb lett. 2007-ben a Stoke szerződés szeretett volna hosszabbítani, de Ádám nemet mondott, mivel nem akart tovább a tartalék csapatban szerepelni.

#### Brescia
2007. június 19-én az olasz Brescia csapatába igazolt a Seria B-be. A klubban nem az egyedüli magyar volt, ekkor érkezett a klubhoz Feczesin Róbert, majd 2008-ban Varga Roland. Augusztus 25-én lépett pályára először a bajnokságban a Vicenza Calcio ellen a 80. percben váltotta Daniele Manninit. 2008. január 26-án ismét a Vicenza ellen szerepelt, és a 62. percben becserélte edzője Luigi Scaglia helyére, de nem sokkal később távozott, miután 20 perc alatt összeszedett két sárga lapot, így a 82. percben elhagyta a pályát.
2009. április 4-én gólpasszt adott Andrea Caracciolónak a Piacenza Calcio ellen. Május 30-án piros lapot kapott az AC Pisa elleni bajnokin. A rájátszásban az Empoli FC ellen kapáslövéssel szerzett gólt.
A 2009-10-es szezonban a Salerno Calcio és a US Sassuolo ellen szerzett egy-egy gólt és a US Grosseto ellen gólpasszt jegyzett.
2010 augusztusában a szintén olasz Parma szerette volna leigazolni, végül Ádám maradt. A Seria A-ban húsz mérkőzésen szerepelt, gólt nem szerzett és egy gólpasszt adott a Juventus ellen. 2011 decemberében az UC Sampdoria érdeklődött Vass iránt. 2012. január 5-én az FC Crotone ellen gólt szerzett. Januárban a Napoli Calcio is szerette volna megszerezni, de végül nem sikerült. A Vicenza ellen pirost lapot kapott.
Sokáig úgy tűnt, hogy visszatér Magyarországra, az egykori klubjába a Ferencvárosi TC-hez, de a Spezia Calcio is erősen érdeklődött iránta. A CSZKA Szófia vezetőségével nagyon közel álltak a megegyezéshez, de végül nem jött létre az átigazolás.

#### Kolozsvári CFR 1907
2012. július 1-jén a romániai Kolozsvári CFR 1907 csapatához igazolt, miután lejárt a szerződése a Bresciával. Ekkor két magyar játékos volt a CFR-nél (a másik román állampolgárságú: Sepsi László). A klub ez idő tájt a BL csoportkörében szerepelt, Ádám azonban sérülése miatt keveset játszott, és az idény végén Belgiumba igazolt.

#### KV Oostende
2013 októberében a belga élvonalbeli KV Oostende csapatához szerződött, egy plusz kétéves szerződést aláírva.

#### MTK Budapest
2014. január 11-én szerződtette az MTK Budapest, miután ismét nem sikerült megegyeznie a Ferencvárossal.

#### Gyirmót
2019. június 21-én, miután szerződését nem hosszabbították meg az MTK-nál, szabadon igazolható játékosként írt alá a másodosztályú Gyirmót csapatához.

### A válogatottban
A felnőtt- és a korosztályos válogatottban is szerepelt.
2006. november 15-én Kanada ellen, mindössze 18 évesen mutatkozott be a magyar válogatottban, kezdőként végigjátszotta az 1-0-ra megnyert mérkőzést. 2007-ben szerepelt az olaszok elleni 3:1-re megnyert barátságos mérkőzésen. Várhidi Péternél alapember volt a nemzeti együttesben, Erwin Koemannál viszont mindössze egy félidőt szerepelt, 2008 augusztusában, Montenegró ellen.

## Sikerei, díjai

### Klubcsapatok
MTK Budapest
- Magyar bajnokság
  - bronzérmes: 2014–15
- Magyar másodosztályú bajnokság
  - bajnok: 2017–18

 Brescia 
- Olasz másodosztály
  - bronzérmes: 2009-10

### Egyéni
- Az év fiatal magyar labdarúgója: 2007

## Statisztika
| Klub           | Szezon | Bajnokság     | Bajnokság | Országos kupa | Országos kupa | Ligakupa      | Ligakupa | Nemzetközi kupa | Nemzetközi kupa | Összesen      | Összesen |
| Klub           | Szezon | Pályára lépés | Gól       | Pályára lépés | Gól           | Pályára lépés | Gól      | Pályára lépés   | Gól             | Pályára lépés | Gól      |
| -------------- | ------ | ------------- | --------- | ------------- | ------------- | ------------- | -------- | --------------- | --------------- | ------------- | -------- |
| Brescia        |        |               |           |               |               |               |          |                 |                 |               |          |
| 2007–08        | 25     | 0             | 0         | 0             | –             | –             | –        | –               | 25              | 0             |          |
| 2008–09        | 30     | 0             | 0         | 0             | –             | –             | –        | –               | 30              | 0             |          |
| 2009–10        | 28     | 2             | 2         | 0             | –             | –             | –        | –               | 30              | 2             |          |
| 2010–11        | 20     | 0             | 2         | 0             | –             | –             | –        | –               | 22              | 0             |          |
| 2011–12        | 27     | 1             | 1         | 0             | –             | –             | –        | –               | 28              | 1             |          |
| Összesen       | 130    | 3             | 5         | 0             | 0             | 0             | 0        | 0               | 135             | 3             |          |
| CFR Cluj       |        |               |           |               |               |               |          |                 |                 |               |          |
| 2012–13        | 15     | 0             | 1         | 0             | 1             | 0             | 2        | 0               | 19              | 0             |          |
| Összesen       | 15     | 0             | 1         | 0             | 1             | 0             | 2        | 0               | 19              | 0             |          |
| Oostende       |        |               |           |               |               |               |          |                 |                 |               |          |
| 2013–14        | 4      | 0             | 1         | 0             | –             | –             | –        | –               | 5               | 0             |          |
| Összesen       | 4      | 0             | 1         | 0             | 0             | 0             | 0        | 0               | 5               | 0             |          |
| MTK Budapest   |        |               |           |               |               |               |          |                 |                 |               |          |
| 2013–14        | 11     | 1             | 4         | 0             | –             | –             | –        | –               | 15              | 1             |          |
| 2014–15        | 27     | 0             | 0         | 0             | 8             | 0             | –        | –               | 35              | 0             |          |
| 2015–16        | 28     | 0             | 2         | 0             | –             | –             | 2        | 0               | 32              | 1             |          |
| 2016–17        | 31     | 0             | 2         | 0             | –             | –             | 4        | 0               | 37              | 0             |          |
| 2017–18        | 29     | 1             | 2         | 0             | –             | –             | –        | –               | 31              | 1             |          |
| 2018–19        | 22     | 0             | 0         | 0             | –             | –             | –        | –               | 22              | 0             |          |
| Összesen       | 148    | 2             | 10        | 0             | 8             | 0             | 6        | 0               | 172             | 2             |          |
| Karrier összes |        | 297           | 5         | 17            | 0             | 9             | 0        | 8               | 0               | 331           | 5        |

2019. február 23-án frissítve.

### Mérkőzései a válogatottban
| Magyarország | Magyarország         | Magyarország                      | Magyarország  | Magyarország | Magyarország        | Magyarország | Magyarország | Magyarország |
| #            | Dátum                | Helyszín                          | Hazai         | Eredmény     | Vendég              | Kiírás       | Gólok        | Esemény      |
| ------------ | -------------------- | --------------------------------- | ------------- | ------------ | ------------------- | ------------ | ------------ | ------------ |
| 1.           | 2006. november 15.   | Székesfehérvár, Sóstói Stadion    | Magyarország  | 1 – 0        | Kanada              | barátságos   | -            |              |
| 2.           | 2007. február 6.     | Limassol                          | Ciprus        | 2 – 1        | Magyarország        | barátságos   | -            |              |
| 3.           | 2007. augusztus 22.  | Budapest, Puskás Ferenc Stadion   | Magyarország  | 3 – 1        | Olaszország         | barátságos   | -            |              |
| 4.           | 2007. szeptember 8.  | Székesfehérvár, Sóstói Stadion    | Magyarország  | 1 – 0        | Bosznia-Hercegovina | Eb-selejtező | -            |              |
| 5.           | 2007. szeptember 12. | Isztambul, Beşiktaş İnönü Stadion | Törökország   | 3 – 0        | Magyarország        | Eb-selejtező | -            |              |
| 6.           | 2007. október 13.    | Budapest, Szusza Ferenc Stadion   | Magyarország  | 2 – 0        | Málta               | Eb-selejtező | -            |              |
| 7.           | 2007. október 13.    | Łódź                              | Lengyelország | 0 – 1        | Magyarország        | barátságos   | -            |              |
| 8.           | 2007. november 21.   | Budapest, Puskás Ferenc Stadion   | Magyarország  | 1 – 2        | Görögország         | Eb-selejtező | -            |              |
| 9.           | 2008. február 6.     | Limassol, Cirion Stadion (CYP)    | Magyarország  | 1 – 1        | Szlovákia           | barátságos   | -            | 83'          |
| 10.          | 2008. március 26.    | Zalaegerszeg, ZTE Aréna           | Magyarország  | 0 – 1        | Szlovénia           | barátságos   | -            | 80'          |
| 11.          | 2008. augusztus 20.  | Budapest, Puskás Ferenc Stadion   | Magyarország  | 3 – 3        | Montenegró          | barátságos   | -            | a szünetben  |
|              | Összesen             |                                   |               | 11           | mérkőzés            |              | 0            | gól          |

## Külső hivatkozások
- Profil a Brescia hivatalos honlapján Archiválva 2008. december 21-i dátummal a Wayback Machine-ben (olaszul)
- Vass Ádám profilja az MLSZ honlapján (magyarul)
- Vass Ádám adatlapja a HLSZ.hu-n (magyarul)
- Profil a footballdatabase.eu-n (angolul)
- Vass Ádám pályafutásának statisztikái a Soccerbase oldalon (angolul)

```
(angolul)
```

- Vass Ádám adatlapja a national-football-teams.com-on (angolul)
- Pályafutása statisztikái a fussballdaten.de-n (németül)
- Profil a soccernet.espn-en (angolul)
- Fanzone adtalap (magyarul)